# لیجیانگ ۱۴۶۵۶
سیارک ۱۴۶۵۶ (به انگلیسی: 14656 Lijiang، نامگذاری:1998YN22) چهارده هزار و ششصد و پنجاه و ششمین سیارک کشف شده‌است که در ۲۹ دسامبر ۱۹۹۸ کشف شد.
قدر مطلق سیارک برابر ۳۰.۹ است.